# Леопард 1
«Леопард 1» (нем. Leopard 1) — основной боевой танк, и его модернизированные варианты, состоявшие на вооружении ВС ФРГ, до 1980-х годов, а также в вооружённых силах Нидерландов, Бельгии, Норвегии, Дании, Австралии и Италии, в последней он так же собирался по лицензии.
Танк до настоящего времени находится на вооружении танковых формирований сухопутных войск вооружённых сил различных государств мира и постоянно модернизируется. Находился на вооружении ВС ФРГ (бундесвер) вплоть до 2010 года. Ему на смену пришёл «Леопард-2».

## История создания
История создания «Леопарда» уходит в 1956 год, когда Италия, Франция и Западная Германия (ФРГ) решили совместно разработать основной танк, который мог бы составить конкуренцию по огневой мощи, подвижности и бронезащите основным танкам государств — участников Варшавского Договора. В 1965 году опытные образцы были собраны в Германии (Франция отказалась сотрудничать), и после комплексных испытаний была выбрана модель Ф. Порше. Производство началось в 1965 году на заводе Krauss-Maffei. Леопард стал основным танком ВС ФРГ, а также в Нидерландах, Бельгии, Норвегии, Дании, Австралии и Италии, где этот танк собирался по лицензии.
Когда бундесвер реформировался, он имел на вооружении американские средние танки М47 и М48, оба с 90-мм пушкой. Было принято решение, что танки М47 должны быть заменены более современными танками со 105-мм пушкой, были выбраны две группы конструкторов (названные A и Б), чтобы создать прототипы боевой машины для сравнительных испытаний. В это же время Франция создала прототипы танка AMX-30 для замены своих танков американской поставки М47. Ожидалось, что либо новый западногерманский танк, либо AMX-30 станет единым основным танком в обеих армиях, но дело кончилось тем, что каждая из них пошла своим путём. В ФРГ продолжение работы над конструкцией группы A привело к стандартизации танка, названного «Леопард».

## Серийное производство
Первая партия танков выпущена немецкой фирмой KraussMaffei в Мюнхене в сентябре 1965 года. Всего было выпущено более 4744 основных и 1741 специальных танков, различных модификаций. В дальнейшем работы по модернизации танка реализовывались в рамках многонациональной программы NATO, в которой, помимо ФРГ, принимали участие военные ведомства и предприятия оборонной промышленности ещё пяти стран, в том числе Дания, Норвегия, Италия, Бельгия, Нидерланды.

## Описание конструкции
«Леопард» выполнен по классической компоновке, с размещением моторно-трансмиссионного отделения в кормовой, отделения управления — в передней и боевого отделения — в средней части машины. Экипаж танка состоит из четырёх человек: механика-водителя, командира, наводчика и заряжающего.
В требованиях, выдвинутых министерством обороны Германии (BMVg) 25 июля 1957 года, указывалось, что масса перспективного немецкого танка не должна превышать 30 т, он должен выдерживать попадания 20-мм бронебойным снарядом, при стрельбе с близкого расстояния со всех направлений обстрела, иметь многотопливный двигатель с удельной мощностью 30 л. с. на тонну, разработка должна вестись с применением новейших технологий. Максимальная ширина танка не должна превышать 3,15 м.
Приоритеты были расставлены следующим образом. На первом месте подвижность (удельная мощность 30 л. с.), на втором месте огневая мощь (90-мм пушка), бронирование на последнем месте, так как считалось, что реальной защиты от кумулятивных боеприпасов не существует. Год спустя (1 апреля 1958 года) требования по боевой массе танка, калибру орудия и уровню броневой защиты были пересмотрены в сторону увеличения.
Особое внимание было уделено основному вооружению, боеприпасам и средствам наведения. Ставились требования точности стрельбы в дневных и ночных условиях; пробивная способность на уровне 150 мм броневой стали под углом 60° на расстоянии от 2000 до 2500 метров.

### Бронирование
Сварной корпус выполнен из листов броневой стали и разделён поперечной перегородкой на боевое и моторно-трансмиссионное отделения. Толщина лобовой брони (ВЛД) составляет 70 миллиметров, угол наклона 60°. Толщина бортовой брони корпуса составляет в среднем 30—35 миллиметров, толщина броневых плит днища и кормы 20 и 25 миллиметров соответственно.
Башня выполнена в виде единой фасонной отливки, за исключением части крыши, несущей два люка.
Толщина брони литой башни составляет до 60 миллиметров, которая была увеличена на модификации A2, и позднее, в рамках программы повышения боевой эффективности с 1975 по 1977 год, дополнительно усилена за счёт навесных стальных бронеэлементов (немецк. Zusatzpanzerung), разработанных компанией Blohm & Voss. Бронеэлементы из стали высокой твёрдости крепились на основную броню с зазором с помощью резиновых опор-амортизаторов. Это усиление позволило повысить уровень защиты башни до уровня Леопарда A3.
Башни модификаций А3 и А4 выполнялись сварными по разнесённой схеме бронирования и имели одинаковый уровень защиты. Дополнительная (навесная) броня на эти башни не устанавливалась. При собственной массе девять тонн литая башня конструкции Wegmann являлась относительно лёгкой по сравнению с двенадцатью тоннами башни M48 или 15 тоннами башни Чифтен. Башни модификаций А3 и А4 легко узнать по угловатой форме и маске клинообразной формы.
| Калибр                    | Наименование боеприпаса | Сектор обстрела        | 1A1       | 1A2     | 1A3 и 1A4 | 1A1A1  |
| ------------------------- | ----------------------- | ---------------------- | --------- | ------- | --------- | ------ |
| 100 мм                    | БР-412Б                 | с передних направлений | >2500 м   | >2500 м | 1000 м    | 1000 м |
| 57 мм                     | БР-271Н                 | с передних направлений | >2000 м   | >2000 м | 500 м     | 500 м  |
| 20 мм                     | DM43                    | с флангов              | 500-300 м | 100 м   | 100 м     | 100 м  |
| осколки ОФ снаряда 155 мм | M107                    | с верхней полусферы    | 16 м      | 16 м    | 10 м      | 16 м   |

### Вооружение
Основным вооружением всех модификаций «Леопарда» является нарезная полуавтоматическая пушка L7A1 или L7A3 калибра 105 мм, производившаяся по британской лицензии. Пушка L7 с длиной ствола в 52 калибра / 5460 мм, оборудована эжектором для удаления пороховых газов после выстрела и снабжена быстросъёмным соединением трубы ствола с казённой частью. Орудие устанавливается в лобовой части башни на цапфах, в спаренной с пулемётом установке, допускающей её вертикальную наводку в пределах от −9° до +20° при помощи электрогидравлического привода. Боекомплект орудия составляет, в разных случаях, от 55 до 60 унитарных выстрелов, 42 из которых располагаются в левой части отделения управления, а остальные размещаются в укладках в боевом отделении. «Леопард» способен вести огонь стандартной номенклатурой 105-мм боеприпасов НАТО, включающей выстрелы с подкалиберными бронебойными с отделяемым поддоном, кумулятивными, осколочно-фугасными и фугасно-бронебойными снарядами. С начала 1980-х годов производилась замена выстрелов БПС-Т на более эффективные БОПС-Т (индекс выстрела DM23, является лицензионной копией израильского M111).
Вспомогательное вооружение «Леопарда» состоит из двух 7,62-мм пулемётов MG-3A1, один из которых спарен с пушкой, а другой, зенитный, размещается на турельной установке у люка командира. Общий боекомплект пулемётов составляет 5200 патронов. В некоторых вариантах зенитный пулемёт может заменяться 12,7-мм M2.

### Двигатель и трансмиссия
МТО в едином блоке с трансмиссией и обслуживающими системами. Установлен многотопливный четырёхтактный десятицилиндровый дизель жидкостного охлаждения MB 838 СаМ-500. Масса блока — 4600 кг. Пуск двигателя производится электростартером; конструкция трансмиссии позволяет осуществлять пуск двигателя с толкача. Двухпоточная гидромеханическая трансмиссия 4НР-250 включает однореакторную комплексную гидропередачу с блокировочным фрикционом, планетарную коробку передач и механизм поворота дифференциального типа. Планетарная коробка передач с двумя степенями свободы имеет автоматическое переключение. Для управления поворотом используется штурвал. Предусмотрена возможность дублированного управления движением от командира. Кроме того, разработано устройство для дистанционного управления движением танка по кабелю или радиоканалу (например, при преодолении водных преград по дну). Для контроля работы агрегатов и систем силового блока имеется встроенное диагностическое оборудование. Гусеничный движитель содержит по 7 опорных и по 4 поддерживающих катка на борт, направляющие колёса с механизмом натяжения, ведущие колёса, гусеницы с резино-металлическими шарнирами. В системе подрессоривания применена торсионная подвеска с телескопическими гидроамортизаторами на 1, 2, 3, 6 и 7 узлах. Гусеница имеет обрезиненную беговую дорожку и съёмные резиновые подушки. Направляющие колёса взаимозаменяемы с опорными катками. Пробег до капитального ремонта установлен 10000 километров. В танке имеется ультракоротковолновая телефонная симплексная радиостанция SEM-90 с диапазоном рабочих частот 30—80 МГц.

## Модификации и машины на базе
Модификации:
- Леопард (1965) — сварной корпус, литая башня. Нестабилизированная 105-мм пушка L7A3, 60 выстрелов: 42 слева от водителя, 3 готовых и 15 в башне (31 бронебойных подкалиберных (APDS), 26 кумулятивно-осколочных (HEAT), 3 дымовых). Стереоскопический/совмещаемый прицел-дальномер TEM-1A (база 1720 мм) с увеличением х8 и х16. Резервный прицел TZF-1A с увеличением х8. 7,62-мм спаренный пулемёт MG3 с боекомплектом 1250 патронов. Независимый панкратический прицел командира TRP-1A с увеличением от х6 до х20. 8 стеклоблоков. Двигатель MB 838 CaM-500 мощностью 830 л. с. Два бака в моторном отделении ёмкостью 1010 литров (позже 985 л). Преодолевает водные преграды глубиной 1,2 м без подготовки и 2,25 м с ОПВТ. Масса 39,5 т, скорость — 65 км/ч.
- Леопард А1 (1970) — программа модернизации, запущенная после окончания производства Леопарда 1. Система стабилизации, теплоозащитный кожух для орудия, гусеницы новой конструкции со съёмными резиновыми подушками, замена активных инфракрасных приборов у водителя и командира на пассивные, модернизировано ОПВТ до глубины 4,0 м. Масса танка возросла до 41,5 т.
- Леопард А2 (1972) — усилено бронирование новой литой башни. Кроме того, были усовершенствованы воздушные фильтры двигателя и фильтровентиляционная система защиты от оружия массового поражения.
- Леопард А3 (1973) — новая сварная башня с разнесённой бронёй (уровень защиты равен А2, объём башни вырос). Усовершенствованный прицел командира TRP-2A. Масса — 42,4 т.
- Леопард А4 (1974) — Масса танка была увеличена с 40,0 до 42,4 тонны. Максимальная скорость составляет 62 км/ч, запас хода — 530 км.[8]. Леопард 1-А4 включает в себя некоторые наработки будущего на то время танка «Леопард-2», который был выпущен в 1980 годах. По сравнению с предыдущими модификациями А1 и А2, конструкция башни полностью переработана для достижения большей защищённости за счёт улучшения схемы разнесённого бронирования. Более того, улучшено электрическое оборудование и был установлен первоклассный дальномер для командира танка. Двигатель — дизельный Мерседес-Бенц с двумя турбокомпрессорами с мощностью 830 л. с. при 2200 об./мин. Танк способен преодолевать водные преграды глубиной до 2,25 м, а с установленным шноркелем — до 4,0 м. Благодаря стабилизатору основного орудия танк получил возможность вести огонь во время движения (пушка — Виккерс L7A1 калибра 105 мм, производившаяся по британской лицензии). Башня — как у Леопарда 1A3. Новая СУО. Стабилизированный прицел командира PERI R12 и стереоскопический прицел наводчика EMES 12A1, баллистический вычислитель. Боекомплект сокращен до 55 выстрелов (42 рядом с водителем и 13 в башне).
- Леопард А1А1 (1975) — модернизация Леопарда 1А1. Усилена броня башни с помощью навесных стальных экранов, установленных с зазором на резиновых опорах-амортизаторах. Масса — 42,4 т.
- Леопард А1А2/А2А1/А3А1 (1980) — соответственно, Леопард 1А1А1, Леопард 1А2 и Леопард 1А3, оснащённые системой ночного видения PZB 200 с низкоуровневой телекамерой. На Леопарде 1А4 она не устанавливалась. Эта система предназначалась в качестве промежуточного варианта на «Леопарде 2» до появления тепловизоров.
- Леопард А5 (1987) — модернизация 1225 танков Леопард 1А1А1. Новая СУО EMES 18 на основе EMES 15 для «Леопарда 2». Прицел командира TRP-1A и резервный TZF-1A сохранились.

Машины на базе:
- Brückenlegepanzer «Biber»[нем.] (1973) — танковый мостоукладчик с 22-метровым мостом.
- Flugabwehrkanonenpanzer «Gepard» (1973) — зенитная самоходная установка с двумя 35-мм автоматическими пушками для уничтожения воздушных целей на наклонных дальностях от 100 м до 4 км и на высотах до 3 км, летящих со скоростью до 350—400 м/с.
- Bergepanzer 2 — бронированная ремонтно-эвакуационная машина, в 1990-х годах заменена на Bergepanzer 3 «Büffel».
- Pionierpanzer 2 «Dachs»[нем.] — бронированная инженерная машина с бульдозерным и экскаваторным оборудованием.
- Panzerhaubitze 155-1 (SP70) — опытная 155-мм самоходная гаубица на основе корпуса Leopard 1.
- Машина обучения водителей — шасси танка на котором установлена кабина с хорошей обзорностью.
- Armoured Recovery Vehicle «Taurus» — канадская бронированная ремонтно-эвакуационная машина.[9]
- Beach Recovery Vehicle «Hippo»[англ.] — пляжная инженерная машина

## На вооружении

#### Современные операторы
- Бразилия — 41 Leopard-1A1BR и 220 «Леопард» 1A5BR, по состоянию на 2023 год.[10][11] 128 Leopard-1BE поставлены из состава ВС Бельгии в 1997—2001 годах[12][12], 250 А5 поставлены из состава ВС Германии в 1999—2012 годах. Имеют официальное обозначение VBC CC Leopard. Планировалась модернизация с установкой новых СУО, оборудования связи и навигации, а также современной системы пожаротушения[13]. В 2023 году был определён срок списания к 2027 году[14].
- Греция — 500 Leopard-1A4/5 по состоянию на 2024 год[15], 347 Leopard-1А5 и 3 Leopard-1А3 поставлено в 1998—2007 из состава ВС Германии[16], 170 Leopard-1V куплено у Нидерландов
- Турция — изначально 277 Leopard 1А3 поставлено из Германии в 1982-1983 годах, ещё 320 партиями по 150 и 170 Leopard 1A4 и Leopard 1A1 куплено в 1990-х. В 2003-2009 проведена программа модернизации 171 Leopard 1A1 и 184 Leopard 1A3 до уровня Leopard Volkan.  По состоянию на 2024 год на вооружении 170 Leopard 1A4 и 227 Leopard 1A3[17]. Планируется списать по мере наращивания производства танка Altay.
- Украина — около 85 Leopard-1A5/1A5BE, по состоянию на 2025 год[18]. 7 февраля 2023 ФРГ одобрила поставку 178 танков Leopard-1A5 в 2024 году. Все танки пройдут ремонт на заводах Rheinmetall за счёт финансовых средств ФРГ.[19][20]
- Чили — 30 «Леопард» 1V, по состоянию на 2023 год[21]. Всего закуплено 202 танка из состава ВС Нидерландов. В 2008-2009 годах рассматривался вариант модернизации остающихся на вооружении танков усилиями фирмы Aselsan до уровня, аналогичного турецким Leopard 1T Volkan.[22] Постепенно заменяются на Leopard 2A4.

#### Бывшие операторы
- Австралия — всего на вооружении с 1977 года было 90 Leopard 1A4 под обозначением Leopard 1AS (решение о закупке данного танка для замены состоящих на вооружении с 1950 года «Центурионов» было принято на конкурсной основе, после сравнительных испытаний «Леопардов» и американских M60A1 летом 1972 года на Квинслендских тропических полигонах)[23]. Процесс списания и замены на M1A1 Abrams был завершён в 2007 году. 30 танков были переданы музеям и общественным организациям,  ещё 60 оставались на хранении до 2015 года, после чего их распродали на запчасти и металл[24].
- Бельгия — один из пяти исходных иностранных заказчиков танка, между 1968 и 1971 годами поставлено 334 Leopard 1BE (аналогичны Leopard 1A2, но с электроникой производства SABCA). 14 учебных танков получили модификации для упрощения подготовки танкистов. В 1993-1997 годах 132 танка улучшено до версии Leopard 1А5ВЕ и 128 Leopard 1BE продано в Бразилию, остальные помещены на консервацию. Оставались на вооружении до 2014 года, после чего списаны и проданы частным подрядчикам, из них 50 на хранение компании OIP Land Systems. Все пригодные к восстановлению танки OIP Land Systems переданы Украине в 2023-2024 годах.
- Дания — один из пяти исходных иностранных заказчиков танка, 230 Leopard 1A3 поставлено в начале 1970-х[3]. Начиная с 1988 года, танки проходили модернизацию до уровня Leopard 1A5DK[25], 35 из них получили дополнительные улучшения для выполнения миротворческих миссий и обозначение Leopard 1A5DK-1.  Списание началось в 1998 году. 102 «Леопард» 1 оставались на хранении по состоянию на 2010 год[26], включая 99 из них у компании FFG. В апреле 2023 начался процесс передачи остававшихся в запасе танков Украине[27].
- Италия — один из пяти исходных иностранных заказчиков танка, всего поставлено 723 штуки (200 А2 из Германии и 523 местного производства (403 А2 и 120 А5), позднее 120 А2 модернизировано до версии А5 фирмой OTO Melara).[3] Списаны из строевых частей в 2008 году. 177 Leopard 1 были оставлены на хранении, из них по состоянию на 2024 год на консервации находилось 96.
- Канада — 114 Leopard С1 (вариант А3 с лазерным дальномером) заказано во второй половине 1970-х, из них в 1996 году 66 улучшено до версии С2 (аналогична А5). 52 «Леопард» C2 оставалось на хранении, по состоянию на 2023 год.[28]
- Ливан — в 2008 году заказано 43 Leopard 1A5BE из запаса армии Бельгии. К 2018 году танки были доставлены не полностью или не доставлены вообще. Ни одного не оставалось на вооружении по состоянию на 2023 год.[29]
- Нидерланды — один из пяти исходных иностранных заказчиков танка, 468 Leopard 1A2 получено между 1968 и 1972 годами. В 1987 году прошли программу улучшения Leopard 1V, получив СУО Honeywell EMES 12A3 AFSL-2 и экранированную защиту. Списаны из боевых частей в 1993-1995 годах, но некоторое время 50 танков оставались на вооружении как учебные. С хранения 202 продано в Чили и 170 в Грецию.[3] Последние 16 проданы на запчасти в 2005.
- Норвегия — один из пяти исходных иностранных заказчиков танка, между 1968 и 1971 годами поставлено 172 Leopard 1A1. В 1987-1990 годах куплено ещё 92 Leopard 1A1A1 из запасов Бундесвера и 111 модернизировано до версии Leopard 1A1NO (аналогичная Leopard 1A5, но с башней от Leopard 1A1), а также на 33 установлены башни Leopard 1A5 с присвоением обозначения Leopard 1A5NO.[3] Списаны из боевых частей  в 2002 году, использовались в качестве учебных до 2011 года, после чего помещены на консервацию. 15 Leopard 1A5NO оставались на хранении как минимум до 2016 года и были разобраны на запчасти.
- ФРГ — 2437 машин поставлено, около 100 А5 на хранении у компании Райнметалл, из них 88 готовятся к передаче Украине, 99 А5DK на хранении у компании FFG (куплены у Дании), из них 90 готовятся к отправке Украине и ещё некоторое количество на хранении Бундесвера. 250 А5 продано Бразилии, 347 Leopard-1А5 и 3 Leopard-1А3 поставлено в 1998—2007 в Грецию, 320 танков и машин на его базе продано в Турцию.
- Эквадор — В 2009 году заказано 30 Leopard 1V у Чили[30]. Некоторое количество было получено по состоянию на 2010 год[31]. Все наличные были списаны к 2018 году.

#### Несостоявшиеся поставки
- Ботсвана — в 1995 году запрошено 279 автомобилей и 52 Leopard 1V из запасов армии Нидерландов. Продажа танков не была осуществлена из-за запрета Германии на реэкспорт в Африку.
- Испания — в 1964-1965 годах рассматривались как кандидат на замену M47 Patton в армии Испании, но из-за политических сложностей, связанных с налаживанием лицензионного производства и доработки башни под испанские требования, выбор был сделан в пользу AMX-30.
- Колумбия — в 2008-2009 годах совместно с правительством Чили шли обсуждения закупки 24 танков Leopard 1V. Контракт не был заключён из-за финансовых трудностей.

## Боевое применение
- Югославские войны: 35 танков Leopard 1A5DK1 было на вооружении датского контингента Миротворческой миссии ООН в Боснии (UNPROFOR) и миссии НАТО в бывшей Югославии, а также в KFOR. 
  - 29 апреля 1994 года танк из состава NORDBAT 2 участвовал в столкновении с сербскими партизанами в районе города Тузлы и был обстрелян из миномёта. Это принято считать первым боем с участием Leopard 1.
- Война в Афганистане (2001—2021): Leopard C2 боевой группы Королевского канадского полка применялись во время проведения операции «Медуза»[англ.] в регионе Панджвайи в 2006 году.
- Конфликт между Турцией и РПК: с 2006 года танки Leopard 1 различных модификаций используются ВС Турции при подавлении курдских восстаний и во время операций на севере Сирии.
- Вторжение России на Украину (2022): используются Вооруженными силами Украины с 2023 года.

## Галерея
- Леопарды-1 ФРГ. 1965 год
- Леопард-1 ФРГ. 1983 год
- Норвежский Леопард-1. 1987 год
- Леопард-1А4 Австралии. 2003 год